# Jane Walker
Verónica Jane Walker (Congleton, 1942-Madrid, 3 de agosto de 2011) fue una periodista británica.
Jane Walker trabajó como periodista para distintos medios de comunicación británicos e irlandeses fundamentalmente como corresponsal en España. Tras cubrir en la década de 1960 el accidente nuclear de Palomares, en el que dos aviones estadounidenses chocaron en el aire frente a las costas de la provincia de Almería y las bombas nucleares que transportaba uno de ellos cayeron a tierra y al mar, terminó por establecerse en España, donde residió hasta su muerte. Fue corresponsal del The Guardian, The Irish Times y, durante décadas, de la revista Time Magazine. Casada con el también periodista, Bill Cemlyn Jones, en la década de 1970 y 1980 destacó por su cobertura informativa para distintos medios de comunicación de habla inglesa de la Transición española. Anfitriona de los nuevos corresponsales extranjeros y los enviados especiales en España, su compromiso con el rigor informativo permitió que fuera conocido con profundidad por los lectores británicos, irlandeses y estadounidenses.